# Roman Jurák
Roman Jurák (* 21. února 1991 v Trnavě) je slovenský hokejista.

## Kluby podle sezon
- 2006–2007 HK Trnava
- 2007–2008 HK Trnava
- 2008–2009 HK Trnava
- 2009–2010 Elliot Lake Bobcats
- 2010–2011 HC Kometa Brno
- 2011–2012 HC Kometa Brno
- 2012–2013 HC Energie Karlovy Vary (MHL)